# عبد العزيز أو السايح
عبد العزيز أو السايح (بالأمازيغية ⵄⴰⴱⴷ ⵍⵄⵣⵉⵣ ⵓⵙⵙⴰⵢⵃ) هو مخرج مغربي ومن الأسماء السينمائية الوازنة التي رسمت معالم السينما المغربية الناطقة بالأمازيغية.

## حياته الفنية
كانت أولى تجربة ربطت أوالسايح بالخشبة مسرحية «أرواس ألهم» سنة 2006، وقبلها أنجز أول سكيتش تلفزي «كرايكات يان دالهمنس» سنة 2004، وفي السنة الموالية، دخل غمار التجربة الدرامية من خلال سلسلة «الكنز أوريتكمالن» ثم مسلسل «تيكمي مقورن» الذي اتسعت فيه رقعة جمهوره والذي تم عرضه رمضان سنة 2011، لتتوالى بعد ذلك أعماله التي أخرجها وأنتجها بعد تأسيسه لشركة «أيوز فيزيون».
انفرد اوالسايح في أعماله الأخيرة بأسلوب سينمائي خاص، وقد صنع ذلك من خلال تجربته واحتكاكاته بمختلف الأطياف الفنية، وعمد على كتابات تراثية جعلته يقترب من ميولات جمهوره، الشيء الذي مكنه من الغوص في أعماق الثقافة الأمازيغية، ومحاكاة الجوانب الإجتماعية والتقليدية والتراثية، وصياغة التيمات الأسطورية والحكائية بريشة فنية، وكشف النقاب عن مجمل دفائن التراث الأمازيغي، إضافة إلى تطوير اللغة وتعديل تراكيبها، وبعثها من جديد.
يعد أوالسايح أحد مؤسسي مجموعة تيفاوين، وروادها الذين سارعوا إلى إحداث طفرة نوعية في المجال السينمائي الأمازيغي، وشكل مع بقية أفراد المجموعة وحدة عمل متكاملة، غيرت وجهة الفن، واتجهت به نحو البروز واللحاق بالركب، وذلك عبر عدة قنوات فنية مزجت بين الدراما والميلودراما والفكاهة والموسيقى، وأعطت مزيجا من اللوحات التي تعد الآن من أفضل ما قدمته السينما المغربية.

## أعماله
عبد العزيز أو السايح هو واحد من الذين ساهموا في بناء صرح الفيلم الأمازيغي بشكله البارز وأضافوا للفيلموغرافيا المغربية مجموعة من الأعمال الفنية الناجحة.

### أفلام
1. أسيـكـل 2015
2. أمان مارور 2013
3. تيــكـمي مقورن 2011
4. زرايفا 2010
5. أيتماتن 2010
6. حماد القران 2009
7. تيروكزا إتمغارت 2008
8. لعفيت نومدوز 2008
9. تينيـكيت 2008
10. أفوكوا سوحوكو 2007
11. إليس الوزير 2007
12. تالوحت الوالدين 2007
13. لحيلت توف العار 2006
14. الكنز أوريتكمالن 2005
15. تايري إسيويدن 2002
16. توف تانيرت	2003
17. تلا تين تايري	1998
18. تايتي واضان	1997

### مسرحيات
1. إنفاين نتافا 2013
2. لاإباون لاإفراون 2013
3. مانوا رايغرس إواياض 2012
4. واش أحبوض 2010
5. أورترا أفلا 2009
6. أرواس ألهم 2006

### سكيتشات
1. تيغرسي نتفيي 2014
2. أيخلف ربي أسكوطي 2013
3. تيفرغي واضو 2013
4. يان تيروين إحلبت 2010
5. برك أياخلوا 2009
6. أور إفوغ أوميا 2006
7. أوسيناغ وامان 2006
8. أوت أوال غوفلا 2006
9. كرايكات يان دلهمنس 2004

## الجوائز
حظي المخرج عبد العزيز أوالسايح بعدة تكريمات، عرفانا له على ما قدمه -خلال سنوات اشتغاله- للسينما والمسرح الأمازيغيين، كما حصد عدة جوائز كبرى في مهرجانات السينمائية، ونال شهادات الكفاءة على عطاءاته المتميزة في مجال الإخراج.
1. الجائزة الكبرى بمهرجان أسني ن وورغ سنة 2015
2. الجائزة الكبرى بمهرجان ورزازات سنة 2010
3. أحسن مخرج بمهرجان ورزازات سنة 2010